# 放課後 (テレビドラマ)
『放課後』（ほうかご）は、1992年10月15日から11月12日まで毎週木曜日20:00 - 20:54に、フジテレビ系「ボクたちのドラマシリーズ」枠で放送されたテレビドラマ。全5話。主演は観月ありさ。

## 概要
「ボクたちのドラマシリーズ」第1シーズンの1作目である。
原作のシチュエーションはそのままに、男女別々の教室で学ぶ男女別学校に通う高校生を主人公にした学園ドラマとなっている。主演の観月ありさ・いしだ壱成の男女入れ替わりは話題を呼んだ。星護作品オリジナルのバー「P's Diner」が初登場した。
劇中、全編にわたり高校生バンドが演奏する曲にT-SQUAREの『OMENS OF LOVE』が使用された。また、サウンドトラックにイギリスの本格的なオーケストラ・ロイヤルフィルを起用した。オーケストレーションは奥慶一。
観月ありさの連続ドラマ初主演作、いしだ壱成の連続ドラマデビュー作である。また、阿久津健太郎のテレビドラマデビュー作でもある。
翌年に放送された月9ドラマ『じゃじゃ馬ならし』のキャストが多数出演している。

## あらすじ
高校2年生の2学期のある日、あずさと浩平の体が入れ替わってしまって大パニック。そんな二人だったが、段々と友情が芽生えていく。だが、あずさの父・宗一郎がロサンゼルスに家族で行こうと言い出して、、、
そんなふたりの体がもとに戻るまでのストーリー。

## キャスト

### 主要人物
秋山あずさ（あきやま あずさ）〈16〉
演 - 観月ありさ
聖泉大学付属多摩高等学校の2年生。お嬢様育ちの品行方正で成績優秀な女子高生。父親はロサンゼルスでスーパーを経営している。浩平と入れ替わった当初は、あなたと入れ替わって最悪などと言っていたが、浩平を理解するにつれて入れ替わってよかったと思うようになる。
高本浩平（たかもと こうへい）〈17〉
演 - いしだ壱成
聖泉大学付属多摩高等学校の2年生。8月23日生まれ。不良の男子高生。実家は雑貨屋。チェリーボーイズというバンドを組んでいる。バンドではギター担当であったが、あずさと入れ替わってる期間中はキーボード担当となる。

### 聖泉大学付属多摩高等学校
若宮奈美（わかみや なみ）〈17〉
演 - 諸岡菜穂子
あずさの親友。浩平のことが気になり突然告白した。あずさと浩平が入れ替わっているということは知らずに、浩平（中身はあずさ）と付き合っていたが、後に破局。
本庄司（ほんじょう つかさ）
演 - 武田真治
生徒会長。自分は選ばれた人間だと思っており、浩平のことを見下していた。あずさに片想いしていたが、浩平への態度を目の当たりにしたことで片想いをやめた。
坂浦祐（さかうら ゆたか）
演 - 葛山信吾
浩平のクラスメイトでバンド仲間。ギター・ボーカル担当。
菊地啓太（きくち けいた）
演 - 阿久津健太郎
浩平のクラスメイトでバンド仲間。ギター担当。
前田洋治（まえだ ようじ）
演 - 河相我聞
浩平のクラスメイトでバンド仲間。ドラム担当。
あずさのクラスメイトで友達
演 - 篠原涼子、吉沢瞳、芦田真奈、高見沢杏奈、福田浩子
水原とき子（みずはら ときこ）
演 - 橘ゆかり
聖泉大学付属多摩高等学校の教師。あずさのクラスの担任で数学担当。
吉崎大輔（よしざき だいすけ）
演 - 鶴田忍
聖泉大学付属多摩高等学校の教師。国語担当。生徒会も担当している。浩平が実力テストをカンニングしたとして浩平を呼び出した。また、本庄を殴ったあずさ（中身は浩平）を3日間の停学処分にした。

### あずさの両親
秋山光江（あきやま みつえ）
演 - 田島令子
あずさの母。あずさのことをあずさちゃんと呼んでいる。浩平のことを嫌っており、高本家へ苦情を入れたこともある。
秋山宗一郎（あきやま そういちろう）
演 - 梅宮辰夫
あずさの父。ロサンゼルスでスーパーを経営。心臓発作持ち。あずさと寝る前におやすみのキスをしている。浩平のことは嫌っておらず、あずさのロサンゼルス行きを説得するよう頼んでいる。

### 浩平の家族
高本郁子（たかもと いくこ）
演 - もたいまさこ
浩平の母。あずさから厳しい母と言われる。
高本正平（たかもと しょうへい）
演 - 森本レオ
浩平の父。あずさから不気味と言われる。浩平（中身はあずさ）に後悔せずに生きろと助言。
高本じゅんぺい（たかもと じゅんぺい）
演 - 鎌手宣行
浩平の弟。デリカシーがない。

### その他
八木沢稔（やぎさわ みのる）
演 - 松崎しげる
バー「P’sDinner」のマスター。自身も聖泉大学付属多摩高等学校を卒業したが、その頃は男女同教室だったらしい。
P’sDinnerの店員
演 - アンバランス（黒川忠文、山本栄治）
電気工事業者
演 - 蛭子能収、神戸浩
あずさと浩平が入れ替わるきっかけになった場所で電気工事をしていた。最終話であずさと浩平が元に戻ったのも彼らがきっかけである。

## スタッフ
- 原作：山中恒『おれがあいつであいつがおれで』（旺文社刊）
- 脚本：戸田山雅司
- 演出：星護、小椋久雄
- 音楽：T-SQUARE「Royal Philharmonic Orchestra『CLASSICS』より」（Sony Records）
- 音楽・オーケストレーション：奥慶一
- 主題歌：観月ありさ「SHAKE YOUR BODY FOR ME」（日本コロムビア）
- 技斗：橋本春彦
- 技術協力：バスク
- 美術協力：フジアール
- スタジオ：砧スタジオ
- 企画：石原隆
- プロデュース：塩沢浩二、黒田徹也
- 制作：フジテレビ、共同テレビ

## 放送日程
| 各話             | 放送日         | サブタイトル                 |
| ---------------- | -------------- | ---------------------------- |
| 第1話            | 1992年10月15日 | LESSON.1                     |
| 第2話            | 1992年10月22日 | カノジョのカラダに手を出すな |
| 第3話            | 1992年10月29日 | 初めての告白                 |
| 第4話            | 1992年11月 5日 | 何よりも大事な事             |
| 第5話 （最終話） | 1992年11月12日 | きっとまた会える             |